# Cseszneky János (kapitány)
Cseszneki és milványi gróf Cseszneky János (1535 körül – 1593) magyar főnemes, végvári kapitány. 
A Cseszneky család tagja, valószínűleg gróf Cseszneky György tatai kapitány fia volt. 
1558-ban a báró Nádasdy Tamás nádort és gróf Kanizsai Orsolyát a kapuvári uradalomba beiktató diploma a Sopron vármegyei szomszéd nemesek között említi. 1582. október 13-án a Győr vármegyei közgyűlés a mérgesi vár építésével kapcsolatos munkafelügyelőnek választotta. Cseszneky nem csak a mérgesi őrhelyet erősítette meg, hanem a győri magyar gyalogosok kapitányaként Győr erődítményrendszerét is. 1588-ban Fejérkövy István királyi helytartó megbízottja volt Fejér vármegyében. Vitézsége messze földön ismert volt, s a török csak halála után volt képes elfoglalni Győr várát. Indulatos természete miatt többször összetűzésbe került Török Istvánnal és Nádasdy Ferenccel. 1593-ban Rudolf királytól nagyságos címet, s jelentős birtokokat kapott Győr, Pozsony és Fejér vármegyében.